# Deneb Algenubi
Deneb Algenubi (eta Ceti) is een type K reus in het sterrenbeeld Walvis (Cetus).